# Svarttjärnen (Ytterhogdals socken, Hälsingland, 690000-145426)
Svarttjärnen är en sjö i Härjedalens kommun i Hälsingland och ingår i Ljusnans huvudavrinningsområde.